# علهب
العَلْهَبُ أو أبو عُرْف (الاسم العلمي: Hippotragus)، جنس حيوانات لبونة مجترة رباعية الأخلاف من البقريات. يضم ثلاث أنواع.
| الصورة | الاسم العلمي   | الاسم الشائع | التوزيع                               |
| ------ | -------------- | ------------ | ------------------------------------- |
|        | H. equinus     | ظبي أسمر     | غرب ووسط وشرق وجنوب أفريقيا           |
|        | H. niger       | ظبي سموري    | شرق إفريقيا، جنوب كينيا وجنوب إفريقيا |
|        | H. leucophaeus | علهب أزرق    | جنوب غرب كيب جنوب افريقيا             |